# Camptorrhiza
Camptorrhiza es un género de plantas herbáceas con dos especies, perteneciente a la familia Colchicaceae. Es originario del sur tropical de África y la India.

## Especies
- Camptorrhiza indica S.R.Yadav, N.P.Singh & B.Mathew
- Camptorrhiza strumosa (Baker f.) Oberm.